# Белгаум
Белга́ум, Белгао́н (англ. Belgaum) — город в индийском штате Карнатака. Административный центр округа Белгаум. Средняя высота над уровнем моря — 750 метров.

## География

### Население
По данным всеиндийской переписи 2011 года, в городе проживало 490 045 человек, из которых мужчины составляли 50,3 %, женщины — соответственно 49,7 %. Уровень грамотности взрослого населения составлял 78 %. Уровень грамотности среди мужчин составлял 89,8 %.
Динамика численности населения города по годам:
| 1991    | 2001    | 2011    |
| ------- | ------- | ------- |
| 326 399 | 404 237 | 410 045 |

| Статус населения           | Статус населения | Статус населения | Статус населения | Статус населения |
| -------------------------- | ---------------- | ---------------- | ---------------- | ---------------- |
| Зарегистрированные касты   |                  |                  | 7,83 %           |                  |
| Зарегистрированные племена |                  |                  | 3,26 %           |                  |
| Остальные                  |                  |                  | 88,82 %          |                  |